# Chiesa di San Domenico (Vicopisano)
La chiesa di San Domenico è un edificio religioso situato a Noce, nel comune di Vicopisano.

## Storia e descrizione
Costruita nel 1639], come si legge anche dalla lapide posta sulla facciata, è da sempre legata alla parrocchia di Uliveto Terme. Nella primavera del 1972 viene effettuato un restauro commissionato dal parroco Danilo D'Angiolo. Pochi mesi dopo l'edificio diventa a tutti gli effetti proprietà della parrocchia ulivetese, dopo esser stato per secoli sotto il patronato della fattoria di Noce (poi azienda agricola).